# Cataulacus egenus
Cataulacus egenus es una especie de hormiga del género Cataulacus, tribu Crematogastrini, familia Formicidae. Fue descrita científicamente por Santschi en 1911.
Se distribuye por Camerún, Congo, República Democrática del Congo, Ghana, Guinea, Costa de Marfil, Kenia, Nigeria, Togo y Uganda. Se ha encontrado a elevaciones de hasta 1600 metros. Habita en bosques tropicales y húmedos.